# Volkswagen ID.6
O Volkswagen ID.6 é um SUV crossover elétrico a bateria de segmento D e três fileiras de assentos produzido pela Volkswagen na China a partir de 2021. É baseado na plataforma MEB e parte da linha de veículos elétricos de série ID. Na China, a joint venture FAW-Volkswagen produzirá e comercializará o ID.6 Crozz, enquanto a SAIC-Volkswagen produzirá e comercializará o ID.6 X com um estilo ligeiramente alterado. Em abril de 2022, é o segundo maior veículo da série ID. da Volkswagen, e o segundo maior produzido na plataforma MEB.